# 425 Fifth Avenue
Le 425 Fifth Avenue New York est un gratte-ciel de 188 mètres de hauteur construit à New York aux États-Unis de 2001 à 2003. Il est situé le long de la Cinquième Avenue. C'est un immeuble résidentiel (condominium) de 197 logements. Les finitions de l'immeuble sont luxueuses, avec par exemple des baignoires en marbre.
L'immeuble a été conçu par Michael Graves et  H. Thomas O'Hara.